# Ángela Téllez-Girón
Ángela María Téllez-Girón y Duque de Estrada (Málaga, 7 de febrero de 1925-Sevilla, 29 de mayo de 2015), xvi duquesa de Osuna y grande de España, también conocida como Ángela Osuna, era una noble española, jefe, entre otras, de la casa de Osuna, portadora de diez grandezas de España. 

## Vida
Hija única de Mariano Téllez-Girón y Fernández de Córdoba, xv duque de Osuna, y de Petra Duque de Estrada y Moreno, de los marqueses de Villapanés.

### Matrimonios e hijas
El 26 de octubre de 1946 contrajo matrimonio en la Parroquia de San Bartolomé en Espejo con Pedro de Solís-Beaumont y Lasso de la Vega, de los marqueses de Valencina y marqueses de las Torres de la Presa. De este matrimonio nacieron dos hijas:
- Ángela María de Solís-Beaumont y Téllez-Girón, xvii duquesa de Arcos (G.E.), xvii duquesa de Osuna (G.E.).
- María de la Gracia de Solís-Beaumont y Téllez-Girón, xix duquesa de Plasencia (G.E.) (fallecida en Madrid, el 20 de febrero de 2021).[3]

En 1959 quedó viuda y el 6 de diciembre de 1963 contrajo nuevamente matrimonio en la Iglesia de San Francisco de Borja (Madrid) con José María Latorre y Montalvo, vi marqués de Montemuzo y viii marqués de Alcántara del Cuervo, con quien tuvo dos hijas:
- María del Pilar de la Torre y Téllez-Girón, xv duquesa de Uceda (G.E.) y vii marquesa de Montemuzo y marquesa de Belmonte.
- María de la Asunción de la Torre y Téllez-Girón, xx duquesa de Medina de Rioseco (G.E.) y condesa de Salazar de Velasco.

Volvió a enviudar en 1991.

## Títulos nobiliarios

### 8 ducados y 1 condado-ducado
- xvi duquesa de Osuna (con G.E.);
- xvi duquesa de Arcos (G.E.), de la casa de Arcos;
- xix duquesa de Gandía (con G.E.);
- xii duquesa de Medina de Rioseco (G.E.), distribuido a su hija María de la Asunción de la Torre;
- xiv duquesa de Uceda (G.E.), distribuido a su hija María del Pilar de la Torre;
- xviii duquesa de Plasencia (G.E.), distribuido a su hija María de la Gracia de Solís-Beaumont;
- xvii condesa-duquesa de Benavente, de la casa de Benavente;
- xix duquesa de Escalona.

### 9 marquesados
- xix marquesa de Lombay, de la casa de Gandía;
- xiv marquesa de Belmonte, distribuido a su hija María del Pilar de la Torre;
- xviii marquesa de Berlanga;
- xii marquesa de Jabalquinto;
- xv marquesa de Frómista (anulada la concesión de este título a su hija María de la Gracia, xvi marquesa de Frómista, en 2009);
- xiv marquesa del Villar de Grajanejos, distribuido a su nieta María de Gracia Rúspoli;
- xviii marquesa de Frechilla y Villarramiel;
- xii marquesa de Toral.

### 7 condados
- xx condesa de Oropesa (G.E.);
- xvii condesa de Peñaranda de Bracamonte (G.E.);
- xx condesa de Ureña, de la casa de Osuna;
- xv condesa de Pinto, de la casa de Benavides;
- xix condesa de Alcaudete;
- xx condesa de Fuensalida;
- xiii condesa de la Puebla de Montalbán.